# Aeroportul Regional Hays
Aeroportul Regional Hays (IATA: HYS, ICAO: KHYS, FAA LID: HYS) este un aeroport din Kansas, Statele Unite ale Americii ce deservește zona Hays⁠(d). Aeroportul a fost tranzitat în 2019 de 29.516 pasageri. A fost numit după zona deservită.
Situat la o altitudine de 609 m, aeroportul dispune de 2 piste.

## Infrastructură

### Piste
Aeroportul dispune de 2 piste. Pista 04/22 are suprafața de beton și dimensiunile 4.501 picioare × 75 picioare. Pista 16/34 are suprafața de beton și dimensiunile 6.501 picioare × 100 picioare. 